# Преториум
Латински термин praetorium — или prœtorium или pretorium — првобитно је означавао генералски шатор унутар римске кастре, кастелума или кампа. Изведен је из имена једног од главних римских магистрата, претора. Praetor (латински, "вођа") био је првобитно назив највишег државног службеника у римској Републици, али је касније постао положај непосредно испод звања конзула.
Општи ратни савет се састајао у оквиру овог шатора, стичући административно и правно значење које је пренето у Византијско царство, где је праиорион био резиденција градског гувернера. Термин се такође користи за седиште цара и друге велике стамбене зграде или палате. Назив би се такође користило за идентификацију преторијанског логора и преторских војника стационираних у Риму. Телохранитељ генерала познат је као кохорс преторије, од којих је развијена Преторијанска гарда, царских телохранитеља.